# Viola (Weinstube)
Die 1963 eröffnete Prager Weinstube Viola, in der Vergangenheit erst auch Poetická vinárna Viola (Poetische Weinstube Viola) oder später Divadlo Viola (Theater Viola) genannt, ist bis zum heutigen Tage ein Treffpunkt für in- und ausländische Intellektuelle, Künstler, Dichter und Musiker der alternativen Szene. Sie zählte in den 1960er Jahren zu den avantgardistischen Unternehmen der Kulturszene der Tschechoslowakei.

## Geschichte
Die Gründung der Weinstube Viola (in der Národní třída 7, Prager Altstadt) geht auf die Idee Jiří Ostermanns zurück, eines großen  Bewunderers von Jazz und der Poesie der Beat Generation. Deren Anhänger nannten sich damals auch in der Tschechoslowakei Beatniks. Die Weinstube Viola eröffnete ihren Betrieb am 22. Juli 1963 unweit des damals schon etablierten Jazzclubs Reduta. Das angebotene Programm war eine Kombination von Poesie und Jazz. Von Anfang an beteiligten sich namhafte Künstler, teilweise auch Schauspieler des Nationaltheaters genauso wie die der Avantgarde zuzuordnenden Poeten an den Lesungen, die in der Regel mit Jazz-Einlagen begleitet wurden.
Die erste aufgeführte Inszenierung hieß „Komu patří jazz“ (Wem gehört Jazz), inszeniert von Ostermann auf Motive eines gleichnamigen Gedichtes von Ivan Diviš. Es war eine Folge von Rezitationen und Jazzmusik, mit Gedichten von Ginsberg, Wosnessenski, Ferlinghetti und anderen, die zu den erfolgreichsten der Gründerzeit gehörte: die Inszenierung erreichte 100 Wiederholungen. Ähnliche Erfolge aus der gleichen Zeit waren die Stücke „Poezie Allena Gingsberga“ (Poesie von Allen Ginsberg, 61 Wiederholungen) und „Džez náš vezdejší“ (Unser Jazz diesseits, 61 Wiederholungen).
Bereits zwei Jahre nach der Gründung kam es  zu einer Auseinandersetzung infolge der immer stärker werdenden Wünsche, mehr Konzeption in die künstlerische Ausrichtung  sowie mehr Verbindlichkeit und Professionalität zu bringen und die für die damalige Zeit doch mehr als progressive Vorstellung zu verändern. Diese pragmatische Richtung setzte sich im künstlerischen Rat des Theaters durch und es kam zu einer Trennung: Ostermann verließ mit einigen anderen Mitwirkenden Viola und wurde als Leiter des künstlerischen Rates durch Vladimír Justl abgelöst. Auf der Bühne traten zunehmend auch andere populäre Künstler auf, unter anderem aus dem Nationaltheater, wie Rudolf Hrušínský, Karel Höger, Radovan Lukavský, Zdeněk Štěpánek und andere. In das Repertoire wurden Theaterkollagen und andere dramaturgische Elemente aufgenommen, es finden ebenfalls regelmäßige Vorstellungen für Kinder statt. Die durchschnittliche Zuschauerquote liegt über 90 Prozent. In der Geschichte des Theaters Viola haben sich drei künstlerische Leiter (beziehungsweise Direktoren) abgewechselt:
- Jiří Ostermann, 1963–1965
- Vladimír Justl, 1965–1992
- Miluše Viklická, seit 1992

## Aufführungen
In den ersten zwei Jahren wurden in Viola folgende Aufführungen (Auswahl) inszeniert, in denen die Dichtungen von Ferlinghetti, Corso, Jewtuschenko, Wosnessenski, Diviš, Shakespeare, Browning, Ginsberg, Rexroth, Hulan und anderen im Vordergrund standen:
Viola, 1963–1965
- Komu patří jazz, Uraufführung am 22. Juli 1963, 100 Wiederholungen
- Klaunyjáda damúr, Uraufführung am 12. August 1963, 25 Wiederholungen
- Poezie Allena Ginsberga,  Uraufführung am 28. September 1963, 61 Wiederholungen
- Džez náš vezdejší, Uraufführung am 20. März 1964, 61 Wiederholungen
- Startuji ze San Francisca, Uraufführung am 24. Juni 1964, 15 Wiederholungen
- Poezie Gregory Corsa, Uraufführung am 14. Oktober 1964, 17 Wiederholungen
- Howl, Uraufführung im April 1965, 7 Wiederholungen
- Jazz III., Uraufführung am 10. November 1965, 14 Wiederholungen

## Rezeption
Viola, genauso wie ähnlich ausgerichtete alternative Szenen in der Tschechoslowakei, stand im Fokus der inquisitorischen Kritik der kommunistischen Partei. Gerade die Kunstverbände haben sich nach dem XX. Parteitag der KPdSU jedoch früh eine relative Unabhängigkeit von der Partei nach und nach erkämpft (wie die ebenfalls 1963 stattfindende Kafka-Konferenz zeigt), so dass die Kritik der Partei ohne direkte Konsequenzen blieb. Im Ausland haben die Aufführung in Viola etliche positive Echos hervorgerufen, weil viele ausländische Korrespondenten Viola und ähnliche Klubs besuchten und darüber berichteten. So schrieb beispielsweise Paul Underwood, Korrespondent der The New York Times, im Oktober 1963: 
„… ist Klub Viola, eines der beliebtesten Zentren des Prager Nachtlebens. Es ist überraschend, so einen Ort in der von Kommunisten beherrschten Tschechoslowakei zu finden. Vor einem Jahr wäre es nicht vorstellbar. Es ist der Typ eines Klubs in Greenwich Village in New York, wo junge Leute inländische wie ausländische Poesie unter Begleitung von Jazzmusik rezitieren. Zu den beliebtesten gehören Auswahlen aus Werken amerikanischer Beatniks wie Allen Ginsberg und Gregory Corso. Viola ist der Ausdruck für den aufrechten Gang, der tschechoslowakische Schriftsteller erfasste, ob kommunistisch oder nicht kommunistisch. Wie ein Mitglied des Verbands tschechoslowakischer Schriftsteller betont, ist ein Prozess im Gange, der immer mächtiger wird und nicht aufgehalten werden kann.“

## Gebäude
Die Weinstube und das Theater Viola befinden sich in einem Jugendstilgebäude, das 1906/1907 für eine Versicherungsgesellschaft durch den Umbau eines älteren Gebäudes entstand, das ebenfalls 1894 umgebaut wurde. 1988 wurde das Innere noch einmal restauriert.